# Mangora melanoleuca
Mangora melanoleuca är en spindelart som beskrevs av Cândido Firmino de Mello-Leitão 1941. 
Mangora melanoleuca ingår i släktet Mangora och familjen hjulspindlar. Inga underarter finns listade i Catalogue of Life.